# Фелисити Хафман
Фелисити Кендал Хафман (енгл. Felicity Kendall Huffman; Бедфорд, 9. децембар 1962) америчка је филмска и телевизијска глумица. Најпознатија је по улози Линет Скаво у серији Очајне домаћице.
Хафманова је своју каријеру започела у позоришту деведесетих година, имала је доста споредних улога на телевизији и у филмовима. Глумила је Дану Вајтакер у комедији-драми Спортска ноћ од 1998. године до 2000. године, због које је добила номинацију за Златни глобус. Најпознатија је по улози Линет Скаво у серији Очајне домаћице (2004-2012), због које је добила Еми награду за најбољу главну глумицу у комедији, три Сцреен Ацторс Гуилд Аwардс и три номинације за Златни глобус.